# زيان عاشور
ولد زيان عاشور بالبيض بلدية البسباس دائرة أولاد جلال ولاية بسكرة في 1919 من الأب مبروك والأم بركاهم بنت السعيد

## حياته
زاول تعليمه الابتدائي في زاوية أولاد الرملية وحفظ القرآن الكريم على يد الشيخ العيد بن الباهي في بلدة عين الملح سنة 1935 .
واصل تعليمه الثانوي بزاوية المختار بأولاد جلال حيث نال قسطا وافرا من العلوم الشرعية والعربية ليجند في الجيش الفرنسي عنوة في سنة 1939 و يخرج من صفوفه سنة 1944.
في سنة 1945 انخرط في حزب الشعب الجزائري ثم حركة انتصار الحريات الديمقراطية وكان مكلفا بالدعاية والأخبار بناحية أولاد جلال تحت غطاء ترأسه للجنة البطالين ونتيجة لنشاطاته المشبوهة ألقي عليه القبض مرارا كانت إحداها لنشاطه الدعائي في الحملة الانتخابية لفائدة مرشحي حزبه ليعاد إلى السجن سنة 1948 ، عرضت عليه العديد من الإغراءات المادية للتخلي على نشاطه السياسي إلا أنه رفض.
سافر إلى فرنسا في نفس السنة ليواصل ممارسة عدة مهام سياسية كلفه بها النظام - آنذاك - في مدينة ( ليون ) ليعود سنة 1952 على الوطن ويعتقل من جديد، وفي سنة 1953 رزق بإبن سماه ( جمال عبد الناصر ) تيمنا بنجاح الثورة المصرية في 23 يوليو ( جويلية ) 1952 و في نفس السنة اُستدعي للمشاركة في مؤتمر الحزب ببروكسل ( بلجيكا ) و لم يتمكن من الحضور بسبب منع السلطات الفرنسية له وإقدامها على اعتقاله لمدة قصيرة. و ما إن خرج من السجن أي قبيل اندلاع الثورة، عينه مصطفى بن بولعيد مسؤولا على المنطقة الصحراوية، فشرع في تجنيد الشباب وتدريبهم و تنظيم اللجان الشعبية، وخلايا المسبلين في المدن والقرى استعدادا لاندلاع الثورة. وهذا ما جعل السلطات الفرنسية تقدم على اعتقاله كالعادة يوم : 01/11/1954 ، حيث مكث في سجن الكدية بقسنطينة أين كان إلى جانب عدة وطنيين ومن بينهم الشهيد ( مصطفى بن بولعيد ) ساعده على التخطيط ليسارع بعد خروجه مباشرة من السجن سنة 1955 إلى الاجتماع بمناضلي الجبهة في بوسعادة فيقرر انطلاق الثورة في الناحية متخذا جملة من القرارات من أهمها : 
1. الإسراع في تكوين نواة الجيش التحرير الوطني بالجهة اعتمادا على أبنائها.
2. تجميع الأسلحة وإبقائها في يد مجاهدي الجهة، إلا ما زاد على الاحتياجات الضرورية.

و في شهر أكتوبر من نفس السنة التحق بمعاقل الثورة في الجبال وقد بلغ عدد المجاهدين المجندين تحت إمرته في هذه الفترة القصيرة، أي سنة 1956، ألف مجاهد ونيف.
ثم انتقل إلى ناحية أولاد جلالأين قام بنفس المهمة وهنا كان اتصاله بالشهيد سي عمر إدريس على رأس فوج من المجاهدين حيث اتفقا على تمركز هذا الأخير في ناحية ( الخرزة ) للإشراف على تدريب المجاهدين. و بقي الأمر على هذا الحال إلى أن تم تعينه رسميا كقائد عام لوحدات الجيش الموجودة آنذاك وهذا من قبل الشهيد مصطفى بن بولعيد الذي كان قد فر من السجن والتحق بصفوف الثورة في الجبال .

## المعارك التي قادها
في شهر مارس 1956 استدعي من طرف الشهيد مصطفى بن بولعيد الشيخ زيان عاشور لاجتماع عام حضرته إطارات الثورة في المنطقة الأولى آنذاك والتي كانت تتبعها هذه الجهة وهذا في المكان المسمى ( الجبل الأزرق ) ( تافرانت ) و هنا أخير الحاضرين أن زيان عاشور مسؤول الصحراء، وقال الشهيد مصطفى بن بولعيد مقولته : ( جاء الرجل الذي نعتمد عليه في الصحراء ) و تشاء الأقدار أن يستشهد سي مصطفى بن بولعيد قبل أن يحضر كل المدعوين، ويلقي كلمة الشيخ زيان ثم قفل عائدا إلى منطقته.
قاد البطل زيان عاشور عدة معارك وهجومات ضد العدو نذكر منها:
- معركة جبل مناعة سنة 1956
- معركة جبل قعيقع التي دامت يومين كاملين سنة 1956،
- هجوم على مركز العدو بعين الريش في ماي 1956،
- هجوم على مركز للعدو بعمورة في نفس الشهر والسنة.

## استشهاده
استشهد البطل زيان عاشور في 7 نوفمبر 1956م الموافق لـ 4 ربيع الثاني 1376هـ في المكان المسمى خلفون بالقرب من جبل ثامر إثر معركة دامت ثلاثة أيام لتنتهي بذلك ملحمة بطل وتتواصل ملحمة شعب.

## تخليدا له

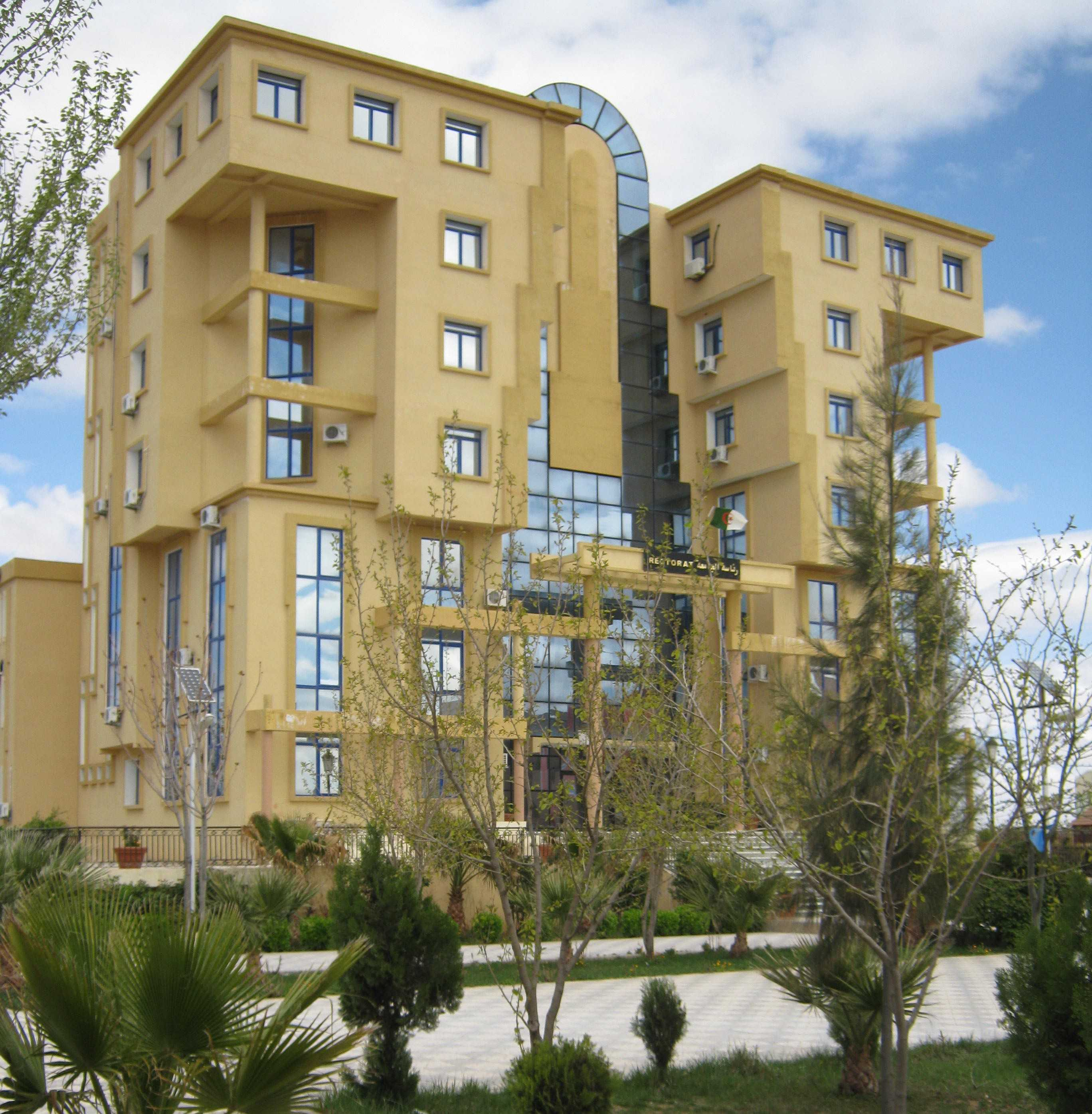
جامعة الجلفة التي تحمل اسم الشهيد زيان عاشور

تخليدا لذكراه سميت باسمه: 
- جامعة زيان عاشور بالجلفة.